# Großes Meer, Loppersumer Meer
Großes Meer, Loppersumer Meer este o arie protejată (sit de importanță comunitară — SCI) din Germania întinsă pe o suprafață de 891,07 ha, integral pe uscat.

## Localizare
Centrul sitului Großes Meer, Loppersumer Meer este situat la coordonatele 53°25′35″N 7°17′33″E / 53.4264°N 7.2925°E.

## Înființare
Situl Großes Meer, Loppersumer Meer a fost declarat sit de importanță comunitară în iunie 2000 pentru a proteja 1 specie de plante și 1 specie de animale.

## Biodiversitate
Situată în ecoregiunea atlantică, aria protejată conține 5 habitate naturale: Lacuri eutrofice naturale cu vegetație de tip Magnopotamion sau Hydrocharition, Pajiști cu Molinia pe soluri calcaroase, turboase sau argilos-nămoloase (Molinion caeruleae), Liziere de ierburi înalte hidrofile de câmpie și de nivel montan până la alpin, Fânețe de joasă altitudine (Alopecurus pratensis, Sanguisorba officinalis), Mlaștini turboase de tranziție și turbării mișcătoare.
La baza desemnării sitului se află mai multe specii protejate:
- plante (1): Luronium natans
- mamifere (1): liliac de iaz (Myotis dasycneme)

Pe lângă speciile protejate, pe teritoriul sitului au mai fost identificate 1 specie de plante.